# Campeonato de Primera División B 1985 (Argentina)
El Campeonato de Primera División B 1985 fue la quincuagésima segunda temporada de la categoría, por entonces la segunda división del fútbol argentino. Se incorporaron para el torneo Atlanta y Rosario Central, descendidos de Primera División, y San Miguel y Villa Dálmine, respectivamente campeón y segundo ascendido de la Primera C.
El campeón fue el Club Atlético Rosario Central, que se coronó cuatro fechas antes de finalizar el torneo ante Villa Dálmine. 
Por su parte, el Racing Club ganó el torneo reducido por el segundo ascenso al vencer con un global de 5-1 al Club Atlético Atlanta.

## Formato

### Competición
Se desarrolló en dos etapas. En la primera se disputó un torneo por el sistema de todos contra todos, ida y vuelta, con los equipos divididos en dos zonas a los efectos de la suma de puntos. El equipo con mejor puntaje en la tabla general ascendía directamente, mientras que los cuatro mejores de cada zona, excluyendo al campeón, y el mejor quinto, jugaban un torneo por el segundo ascenso por eliminación directa, a dos partidos en cancha neutral. 
Descendían los dos equipos que en la tabla de promedios tuvieran las dos últimas ubicaciones.

## Equipos
| Equipo                 | Ciudad               |
| ---------------------- | -------------------- |
| All Boys               | Buenos Aires         |
| Almirante Brown        | Isidro Casanova      |
| Argentino              | Rosario              |
| Atlanta                | Buenos Aires         |
| Banfield               | Lomas de Zamora      |
| Colón                  | Santa Fe             |
| Defensores de Belgrano | Buenos Aires         |
| Deportivo Italiano     | Ciudad Evita         |
| Deportivo Morón        | Morón                |
| El Porvenir            | Gerli                |
| Estudiantes            | Caseros              |
| Lanús                  | Lanús                |
| Los Andes              | Lomas de Zamora      |
| Nueva Chicago          | Buenos Aires         |
| Quilmes                | Quilmes              |
| Racing Club            | Avellaneda           |
| Rosario Central        | Rosario              |
| San Miguel             | San Miguel           |
| Sarmiento              | Junín                |
| Talleres               | Remedios de Escalada |
| Tigre                  | Tigre                |
| Villa Dálmine          | Campana              |

## Primera etapa

### Sección A
| Pos | Equipo          | Pts | PJ | G  | E  | P  | GF | GC | DIF |
| --- | --------------- | --- | -- | -- | -- | -- | -- | -- | --- |
| 1º  | San Miguel      | 49  | 42 | 17 | 15 | 10 | 56 | 43 | 13  |
| 2º  | Racing Club     | 48  | 42 | 17 | 14 | 11 | 58 | 44 | 14  |
| 3º  | Lanús           | 47  | 42 | 16 | 15 | 11 | 59 | 43 | 16  |
| 4º  | Los Andes       | 47  | 42 | 15 | 17 | 10 | 50 | 43 | 7   |
| 5º  | Banfield        | 46  | 42 | 18 | 10 | 14 | 62 | 51 | 11  |
| 6º  | Colón           | 43  | 42 | 12 | 19 | 11 | 48 | 48 | 0   |
| 7º  | Nueva Chicago   | 41  | 42 | 9  | 23 | 10 | 49 | 50 | -1  |
| 8º  | Tigre           | 36  | 42 | 11 | 14 | 17 | 40 | 56 | -16 |
| 9º  | El Porvenir     | 35  | 42 | 9  | 17 | 16 | 40 | 50 | -10 |
| 10º | Almirante Brown | 31  | 42 | 7  | 17 | 18 | 34 | 60 | -26 |
| 11º | Talleres (RdE)  | 31  | 42 | 7  | 17 | 18 | 33 | 63 | -30 |

|  |                                               |
|  | Clasificado al torneo por el segundo ascenso. |

### Sección B
| Pos | Equipo                 | Pts | PJ | G  | E  | P  | GF | GC | DIF |
| --- | ---------------------- | --- | -- | -- | -- | -- | -- | -- | --- |
| 1º  | Rosario Central        | 60  | 42 | 25 | 10 | 7  | 73 | 35 | 38  |
| 2º  | Quilmes                | 47  | 42 | 16 | 15 | 11 | 54 | 45 | 9   |
| 3º  | Atlanta                | 47  | 42 | 16 | 15 | 11 | 47 | 43 | 4   |
| 4º  | Defensores de Belgrano | 46  | 42 | 14 | 18 | 10 | 55 | 47 | 8   |
| 5º  | Estudiantes (BA)       | 45  | 42 | 15 | 15 | 12 | 58 | 42 | 16  |
| 6º  | Deportivo Italiano     | 42  | 42 | 13 | 16 | 13 | 48 | 40 | 8   |
| 7º  | Villa Dálmine          | 42  | 42 | 13 | 16 | 13 | 53 | 54 | -1  |
| 8º  | All Boys               | 40  | 42 | 12 | 16 | 14 | 51 | 56 | -5  |
| 9º  | Deportivo Morón        | 37  | 42 | 10 | 17 | 15 | 30 | 45 | -15 |
| 10º | Argentino (R)          | 34  | 42 | 9  | 16 | 17 | 36 | 51 | -15 |
| 11º | Sarmiento (J)          | 30  | 42 | 7  | 16 | 19 | 37 | 62 | -25 |

|  |                                               |
|  | Campeón. Ascendió a Primera División.         |
|  | Clasificado al torneo por el segundo ascenso. |

## Tabla de descenso
| Pos | Equipo                 | Promedio | 1983 | 1984 | 1985 | Pts | Temp |
| --- | ---------------------- | -------- | ---- | ---- | ---- | --- | ---- |
| 1º  | Rosario Central        | 60,00    | -    | -    | 60   | 60  | 1    |
| 2º  | Atlanta                | 50,00    | 53   | -    | 47   | 100 | 2    |
| 3º  | Racing Club            | 49,50    | -    | 51   | 48   | 99  | 2    |
| 4º  | San Miguel             | 49,00    | -    | -    | 49   | 49  | 1    |
| 5º  | Defensores de Belgrano | 46,00    | 37   | 55   | 46   | 138 | 3    |
| 6º  | Los Andes              | 45,67    | 46   | 44   | 47   | 137 | 3    |
| 7º  | Lanús                  | 45,00    | 39   | 49   | 47   | 135 | 3    |
| 8º  | Estudiantes (BA)       | 43,67    | 46   | 40   | 45   | 131 | 3    |
| 8º  | Quilmes                | 43,67    | 46   | 38   | 47   | 131 | 3    |
| 10º | Nueva Chicago          | 43,50    | -    | 46   | 41   | 87  | 3    |
| 11º | Banfield               | 43,33    | 41   | 43   | 46   | 130 | 3    |
| 11º | Tigre                  | 43,33    | 50   | 44   | 36   | 130 | 3    |
| 13º | Villa Dálmine          | 42,00    | -    | -    | 42   | 42  | 1    |
| 14º | Deportivo Morón        | 41,00    | 42   | 44   | 37   | 123 | 3    |
| 15º | Argentino (R)          | 40,50    | -    | 47   | 34   | 81  | 2    |
| 16º | Colón                  | 40,33    | 41   | 37   | 43   | 121 | 3    |
| 17º | All Boys               | 40,00    | 46   | 34   | 40   | 120 | 3    |
| 17º | Deportivo Italiano     | 40,00    | 48   | 30   | 42   | 120 | 3    |
| 19º | Almirante Brown        | 39,00    | 47   | 39   | 31   | 117 | 3    |
| 20º | El Porvenir            | 38,00    | 44   | 35   | 35   | 114 | 3    |
| 21º | Sarmiento (J)          | 36,33    | 43   | 36   | 30   | 109 | 3    |
| 22º | Talleres (RE)          | 35,50    | -    | 40   | 31   | 71  | 2    |

|  |                              |
|  | Descendieron a la Primera C. |

## Torneo por el segundo ascenso

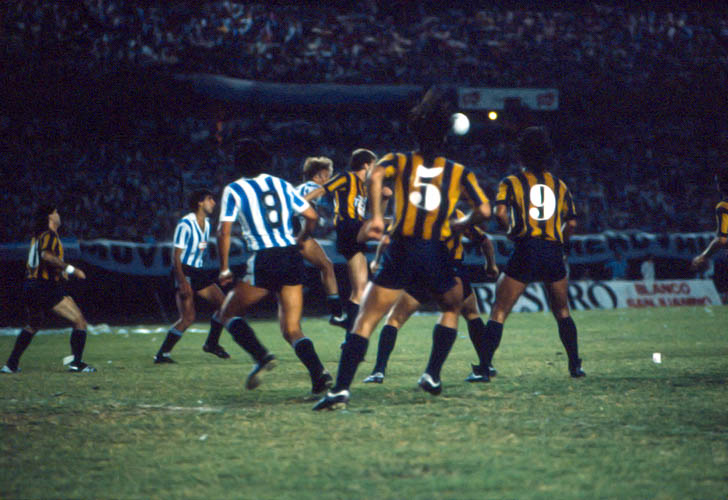
Primer partido entre Racing y Atlanta en una foto de El Gráfico.

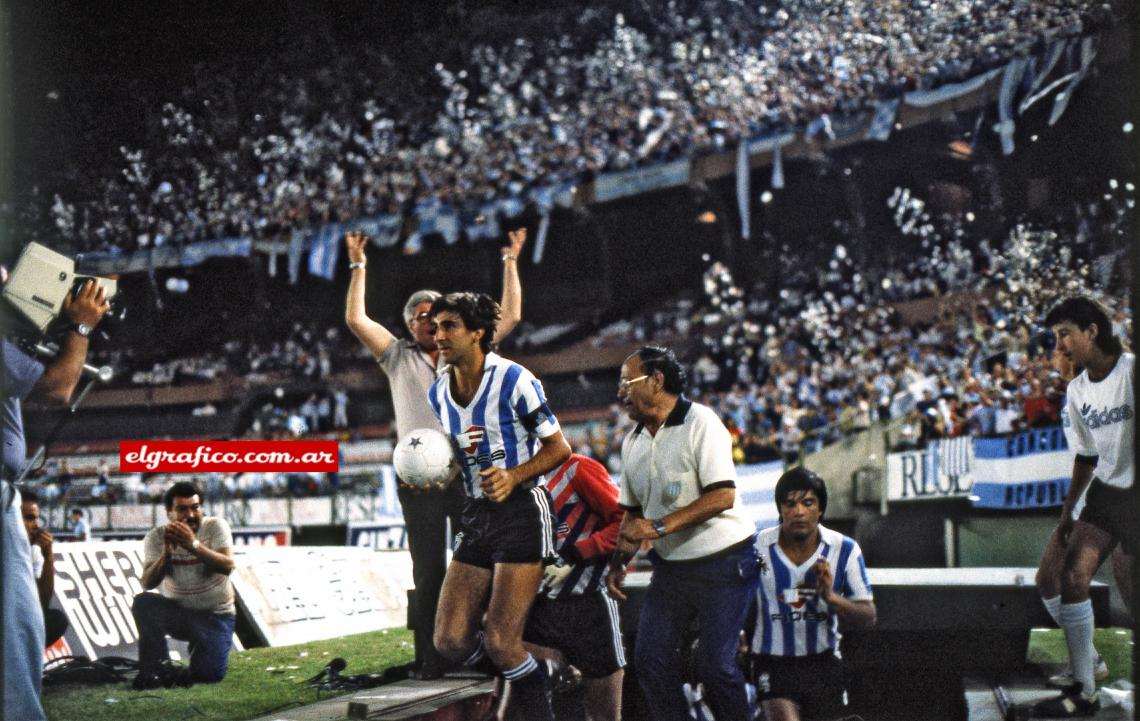
Gustavo Costas el capitán de Racing Club encabezando la salida a la cancha en el partido que lo devolvería a la Primera División.

### Cuadro de desarrollo
|  | Cuartos de final       | Cuartos de final   | Cuartos de final   |   |             | Semifinales          | Semifinales          | Semifinales          |  |  | Final                | Final                | Final                |
|  | 3 y 7 de diciembre     | 3 y 7 de diciembre | 3 y 7 de diciembre |   |             | 10 y 14 de diciembre | 10 y 14 de diciembre | 10 y 14 de diciembre |  |  | 21 y 27 de diciembre | 21 y 27 de diciembre | 21 y 27 de diciembre |
|  |                        |                    |                    |   |             |                      |                      |                      |  |  |                      |                      |                      |
|  | Racing Club            | 3                  | 1                  |   |             |                      |                      |                      |  |  |                      |                      |                      |
|  | Banfield               | 1                  | 3                  |   |             |                      |                      |                      |  |  |                      |                      |                      |
|  | Banfield               | 1                  | 3                  |   | Racing Club | 2                    | 3                    |                      |  |  |                      |                      |                      |
|  |                        |                    |                    |   | Racing Club | 2                    | 3                    |                      |  |  |                      |                      |                      |
|  |                        | Quilmes            | 0                  | 1 |             |                      |                      |                      |  |  |                      |                      |                      |
|  | Los Andes              | Quilmes            | 0                  | 1 | 2           | 1                    |                      |                      |  |  |                      |                      |                      |
|  | Los Andes              |                    |                    |   | 2           | 1                    |                      |                      |  |  |                      |                      |                      |
|  | Quilmes                | 2                  | 1                  |   |             |                      |                      |                      |  |  |                      |                      |                      |
|  |                        |                    |                    |   |             |                      |                      |                      |  |  | Racing Club          | 4                    | 1                    |
|  |                        |                    | Atlanta            | 0 | 1           |                      |                      |                      |  |  |                      |                      |                      |
|  | Lanús                  | 0                  | 2                  |   |             |                      |                      |                      |  |  |                      |                      |                      |
|  | Atlanta                | 2                  | 1                  |   |             |                      |                      |                      |  |  |                      |                      |                      |
|  | Atlanta                | 2                  | 1                  |   | Atlanta     | 0                    | 3                    |                      |  |  |                      |                      |                      |
|  |                        |                    |                    |   | Atlanta     | 0                    | 3                    |                      |  |  |                      |                      |                      |
|  |                        | San Miguel         | 0                  | 0 |             |                      |                      |                      |  |  |                      |                      |                      |
|  | San Miguel             | San Miguel         | 0                  | 0 | 1           | 1                    |                      |                      |  |  |                      |                      |                      |
|  | San Miguel             |                    |                    |   | 1           | 1                    |                      |                      |  |  |                      |                      |                      |
|  | Defensores de Belgrano | 2                  | 0                  |   |             |                      |                      |                      |  |  |                      |                      |                      |

### Cuartos de final
| Cuarto de final 1 | Cuarto de final 1 | Cuarto de final 1 | Cuarto de final 1 | Cuarto de final 1 | Cuarto de final 1 |
| Equipo 1          | Resultado         | Equipo 2          | Estadio           | Fecha             |                   |
| ----------------- | ----------------- | ----------------- | ----------------- | ----------------- | ----------------- |
| Banfield          | 1 - 3             | Racing Club       | La Bombonera      | 3 de diciembre    |                   |
| Racing Club       | 1 - 3             | Banfield          | José Amalfitani   | 7 de diciembre    |                   |

| Cuarto de final 2 | Cuarto de final 2 | Cuarto de final 2 | Cuarto de final 2 | Cuarto de final 2 | Cuarto de final 2 |
| Equipo 1          | Resultado         | Equipo 2          | Estadio           | Fecha             |                   |
| ----------------- | ----------------- | ----------------- | ----------------- | ----------------- | ----------------- |
| Quilmes           | 2 - 2             | Los Andes         | La Doble Visera   | 3 de diciembre    |                   |
| Los Andes         | 1 - 1             | Quilmes           | La Doble Visera   | 7 de diciembre    |                   |

| Cuarto de final 3 | Cuarto de final 3 | Cuarto de final 3 | Cuarto de final 3             | Cuarto de final 3 | Cuarto de final 3 |
| Equipo 1          | Resultado         | Equipo 2          | Estadio                       | Fecha             |                   |
| ----------------- | ----------------- | ----------------- | ----------------------------- | ----------------- | ----------------- |
| Atlanta           | 2 - 0             | Lanús             | Arquitecto Ricardo Etcheverri | 3 de diciembre    |                   |
| Lanús             | 2 - 1             | Atlanta           | La Bombonera                  | 7 de diciembre    |                   |

| Cuarto de final 4      | Cuarto de final 4 | Cuarto de final 4      | Cuarto de final 4       | Cuarto de final 4 | Cuarto de final 4 |
| Equipo 1               | Resultado         | Equipo 2               | Estadio                 | Fecha             |                   |
| ---------------------- | ----------------- | ---------------------- | ----------------------- | ----------------- | ----------------- |
| Defensores de Belgrano | 2 - 1             | San Miguel             | Ciudad de Vicente López | 3 de diciembre    |                   |
| San Miguel             | 1 - 0             | Defensores de Belgrano | Don León Kolbovsky      | 7 de diciembre    |                   |

### Semifinales
| Semifinal 1 | Semifinal 1 | Semifinal 1 | Semifinal 1 | Semifinal 1     | Semifinal 1 |
| Equipo 1    | Resultado   | Equipo 2    | Estadio     | Fecha           |             |
| ----------- | ----------- | ----------- | ----------- | --------------- | ----------- |
| Quilmes     | 0 - 2       | Racing Club | Monumental  | 10 de diciembre |             |
| Racing Club | 3 - 1       | Quilmes     | Monumental  | 14 de diciembre |             |

| Semifinal 2 | Semifinal 2 | Semifinal 2 | Semifinal 2                   | Semifinal 2     | Semifinal 2 |
| Equipo 1    | Resultado   | Equipo 2    | Estadio                       | Fecha           |             |
| ----------- | ----------- | ----------- | ----------------------------- | --------------- | ----------- |
| San Miguel  | 0 - 0       | Atlanta     | Arquitecto Ricardo Etcheverri | 10 de diciembre |             |
| Atlanta     | 3 - 0       | San Miguel  | Arquitecto Ricardo Etcheverri | 14 de diciembre |             |

### Final
| Final                                       | Final     | Final       | Final      | Final           | Final |
| Equipo 1                                    | Resultado | Equipo 2    | Estadio    | Fecha           |       |
| ------------------------------------------- | --------- | ----------- | ---------- | --------------- | ----- |
| Atlanta                                     | 0 - 4     | Racing Club | Monumental | 21 de diciembre |       |
| Racing Club                                 | 1 - 1     | Atlanta     | Monumental | 27 de diciembre |       |
| Racing Club ascendió a la Primera División. |           |             |            |                 |       |

## Goleadores
| Jugador              | Jugador                   | Goles | Equipo                 |
| -------------------- | ------------------------- | ----- | ---------------------- |
| Bandera de Argentina | Miguel Ángel Converti     | 24    | Banfield               |
| Bandera de Argentina | Germán Antonio Panichelli | 19    | Villa Dálmine          |
| Bandera de Argentina | Héctor Scotta             | 19    | All Boys               |
| Bandera de Argentina | Walter Fernández          | 16    | Racing Club            |
| Bandera de Argentina | Juan Carlos Aguirre       | 15    | Defensores de Belgrano |
| Bandera de Argentina | Raúl de la Cruz Chaparro  | 15    | Rosario Central        |
| Bandera de Argentina | Héctor Rivoira            | 15    | Deportivo Italiano     |